# Relikt
Reliktna vrsta je biljna ili životinjska vrsta određene oblasti koja je ostatak iz doba kada su u njoj vladali drugačiji uslovi života. U biogeografiji, paleontologiji, i drugim disciplinama koji se tiču evolucione istorije biljaka i životinja, reliktna populacija se prirodno javlja u ograničenoj oblasti, dok je njen originalni opseg bio znatno veći u prethodnoj geološkoj epohi.
Primer reliktne vrste je torbarski vuk sa Tasmanije. On je relikt torbarskog mesojeda koji je opstao do današnjih vremena na jednom ostrvu, dok je većina torbarskih mesojeda na drugim lokacijama davno izumrla.